# 朱知烊
晉端王朱知烊（1489年—1533年）是明朝追封晉懷王朱表榮之子。他在弘治十一年（1498年）封世曾孫，為明朝第一位世曾孫。弘治十六年（1503年）襲封晉王。朱知烊在嘉靖十二年（1533年）死，諡號晉端王，因他無兒子，所以由他的從侄晉簡王朱新㙉繼承他。
明贈晉夫人院氏，嘉靖十年（1531年）因難產去世，陸深爲其撰有《晉國夫人院氏墓表》。
原配王妃殷氏，繼妃王氏。